# Natriumdisulfid
Natriumdisulfid ist eine chemische Verbindung aus der Gruppe der Sulfide.

## Gewinnung und Darstellung
Natriumdisulfid kann durch Reaktion von Natrium mit Schwefel gewonnen werden.
{\displaystyle \mathrm {8\ Na+S_{8}\longrightarrow 4\ Na_{2}S_{2}} }
Möglich ist auch die Reaktion von in Alkohol gelöstem Natriumtetrasulfid mit Natrium oder Tetraphenylphosphoniumchlorid.
{\displaystyle \mathrm {Na_{2}S_{4}+2\ Na\longrightarrow 2\ Na_{2}S_{2}} }
Bei Erhitzung von Natriumtrisulfid auf 100 °C zersetzt sich dieses zu einer 1:1 Mischung aus Natriumdisulfid und Natriumtetrasulfid.
Ebenfalls möglich ist die Reaktion von Natriumsulfid mit Schwefel
{\displaystyle \mathrm {Na_{2}S+S\longrightarrow Na_{2}S_{2}} }
oder Natrium mit Schwefel in flüssigem Ammoniak.
{\displaystyle \mathrm {2\ Na+2\ S\longrightarrow Na_{2}S_{2}} }

## Eigenschaften
Natriumdisulfid ist ein hellgelber, sehr hygroskopischer Feststoff. Beim Erhitzen färbt es sich allmählich dunkler und ist bei 400 °C hellrotbraun. Oberhalb 475 °C vertieft sich die Farbe nach dunkelbraun hin, und die Substanz beginnt stark zu sintern und ab 490 °C zu einer tief dunkelbraunen Flüssigkeit zu schmelzen. Die aus einer Alkohollösung dargestellten Produkte sind nach dem Schmelzen stets olivgrün gefärbt. Er tritt in zwei allotropen Formen auf, wobei unter 160 °C die α-Form und darüber irreversibel die β-Form vorliegt. Beide haben ein hexagonales Kristallsystem.

## Verwendung
Natriumdisulfid wird zur Herstellung anderer chemischer Verbindungen (z. B. Diallyldisulfid) verwendet.